# Франк Граубюндена
Франк Граубюндена — денежная единица швейцарского кантона Граубюнден в 1807—1850 годах. Франк = 10 батценов. На монетах названия единиц указывались, как Швейцарский франк (нем. Schweizer Franken) и Швейцарский батцен (нем. Schweizer Batzen).

## История
Чеканка монет кантона в батценах начата в 1807 году. В 1813 году незначительным тиражом была выпущена золотая монета в 16 франков. В 1842 году была выпущена памятная серебряная монета в 4 франка, в том же году чеканка монет кантона была прекращена.
Конституция Швейцарии, принятая в 1848 году, устанавливала исключительное право федерального правительства на чеканку монеты. 7 мая 1850 года был принят федеральный закон о чеканке монет, в том же году начата чеканка швейцарских монет.
Банкноты кантона в 1807—1861 годах не выпускались. В 1862—1910 годах выпускали банкноты:
- Bank für Graubünden (основан в 1862, выпускал банкноты до 1880);
- Graubündner Kantonalbank (основан в 1869, выпускал банкноты до 1910)[2].

## Монеты
Чеканились монеты:
- биллонные: 1⁄6, 1⁄2, 1 батцен;
- серебряные: 5, 10 батценов, 4 франка;
- золотые: 16 франков[3].